# Gonatocerus hispaniolus
Gonatocerus hispaniolus is een vliesvleugelig insect uit de familie Mymaridae. De wetenschappelijke naam is voor het eerst geldig gepubliceerd in 2010 door Triapitsyn & Huber.